# Ker
Ker so v  Grški mitologiji boginje nasilne smrti (psice iz Hada),ker jim je uspelo zapolniti podzemlje z mrtvimi kjer so se do sitega napile človeške krvi.
Habitat:Bojišča stare Grčije.

Telesne značilnosti: Krilate vile s kremplji. Imajo ostre zobe in s krvjo omadeževane tunike.
Moči: Čeprav zavzemajo v starem grškem panteonu položaj manjših demonov , jih ni mogoče premagati z močjo.
Šibkosti: Odganjajo jih očiščevalni obredi, ubeži se jim lahko le s tekom.